# Ubuntu-Title
Ubuntu-Title es una tipografía OpenType dibujada a mano, creada por Andy Fitzsimon para usarse en el sistema operativo Ubuntu y sus derivados. Está distribuida bajo la licencia LGPL. Hasta la versión 10.04 de Ubuntu, esta tipografía fue notablemente utilizada en la marca Ubuntu y sus proyectos relacionados. A partir de entonces, ha sido reemplazada con la familia tipográfica Ubuntu.